# Чеграва
Чегра́ва (лат. Hydroprogne caspia) — вид крупных птиц из семейства чайковых. Единственный представитель рода чеграв (лат. Hydroprogne).

## Описание
Размах крыльев чегравы от 127 до 140 см, длина 48—56 см, масса 500—700 г. В отличие от других крачек летают, медленно взмахивая крыльями. Отличительными чертами являются крепкий клюв красного цвета, лапы тёмно- бурого цвета и немного вильчатый хвост. В брачном наряде верх головы чёрный, во внебрачный период перемешан с белыми перьями. Молодые птицы и самки имеют одинаковую окраску. Верх головы, а также оперение на спине перемешано с тёмно-коричневыми перьями. Только клюв имеет тусклый оранжевый цвет.

## Местообитание
Чеграва гнездится колониями на песчаных побережьях морей и на островах. Во время перелёта чеграву можно наблюдать в небольших стаях во внутренних водоёмах.
Чеграва распространена в Северной Америке, Европе и Азии, а также в Австралии.
На севере Европы чеграва селится колониями на северо-восточном побережье Балтийского моря. Зимует преимущественно в западной Африке и на побережье Средиземного моря. В Южной Америке не встречается.

## Размножение

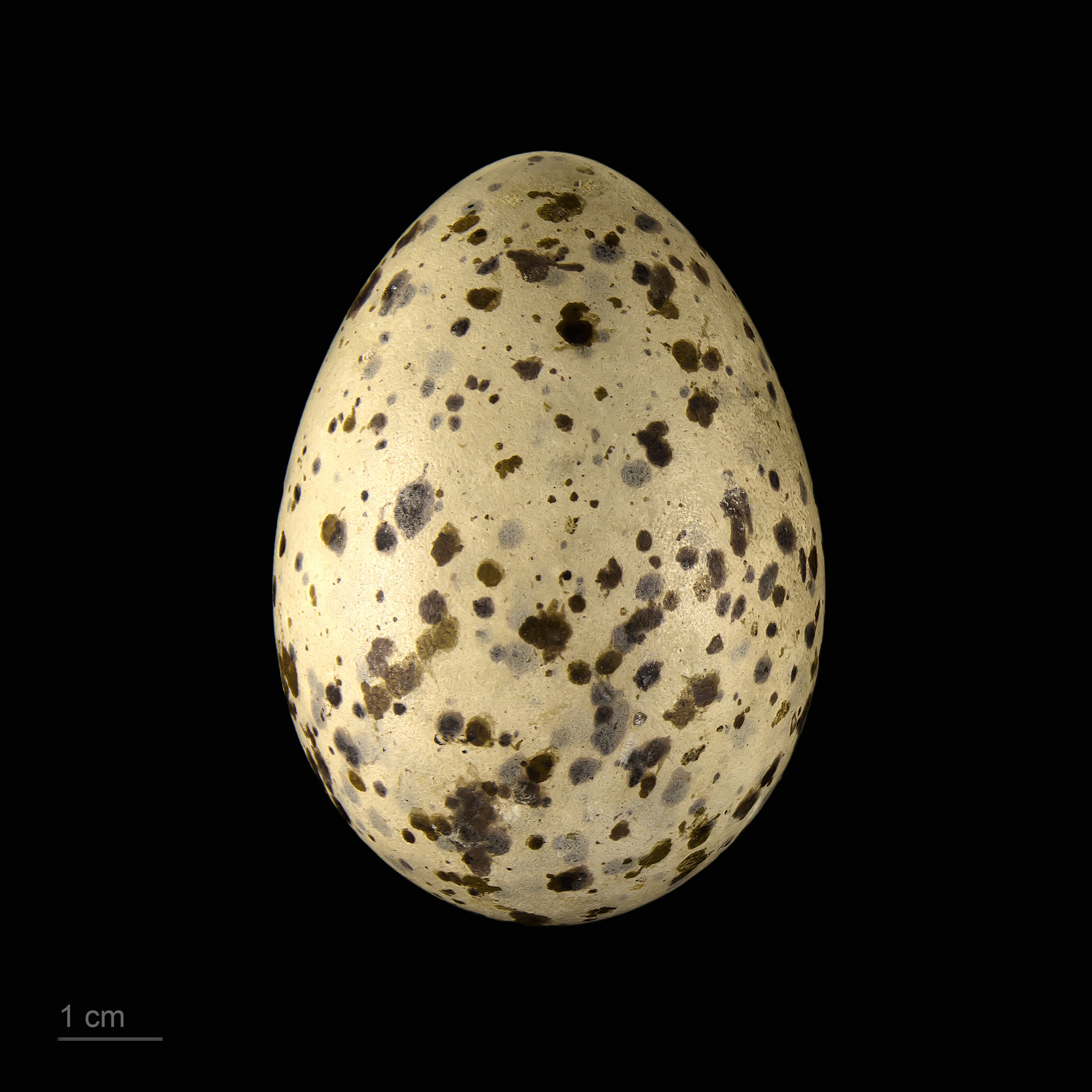
яйцо Hydroprogne caspia - Тулузский музей

Чеграва кладёт яйца раз в год. Гнездом служит плоская ямка в песке. Кладка состоит из 2—3 яиц желтовато—серого цвета с тёмно-коричневыми пятнами. Высиживают кладку оба родителя в течение 22—24 дней. На крыло молодые птицы поднимаются в возрасте 30—35 дней.

## Питание
Питается чеграва рыбой, за которой ныряет с высоты. Иногда поедает крупных насекомых, яйца и птенцов других птиц, грызунов.

## Охрана
Вид занесён в Красную книгу России.

## Систематика
При сравнении митохондриальной ДНК (мтДНК) установлено, что крачки, к которым ранее относили вид, не являются моногенетической группой, то есть не имеют одинакового происхождения. Исходя из этого чеграва классифицирована в отдельный род.